# More4
More4 es un canal de televisión digital, producido por el canal británico Channel 4, fue lanzado el 10 de octubre de 2005. Este canal se puede sintonizar en la TDT, televisión por satélite, IPTV y TV por cable.
More4 es un canal cuya programación se centra en el estilo de vida, documentales y espacios de arte, es un canal con contenido muy similar a BBC Four y del cual es su principal competidor. Emite su programación durante 18 horas diarias de 9:00 de la mañana a 3:00 de la madrugada.

## Historia
More4 comenzó sus emisiones el 10 de octubre de 2005 y desde entonces ha emitido algunas series y programas norteamericanos, como por ejemplo The West Wing, Without a Trace o The Daily Show por citar algunos, además de repetir algunos programas del canal principal Channel 4.
Desde sus inicios, More4 emitía The Daily Show todos los días entre semana hasta enero de 2011, cuando pasó a emitir un solo episodio a la semana con motivo de incrementar su inversión en programación orientada a las artes.
El 23 de enero de 2012, More4 modificó sus contenidos hacia un contenido de estilo de vida, los documentales que emitió anteriormente el canal pasaron al canal principal Channel 4, de esta forma el canal se convierte en competidor directo de BBC Four y Sky Arts.
Channel 4 comenzó a emitir en alta definición (HD) el 4 de febrero de 2013 en la plataforma de Sky UK. A partir del 1 de octubre del mismo año también está disponible en Virgin Media.